# موريس إيفانز
موريس إيفانز (بالإنجليزية: Maurice Evans)‏ (22 سبتمبر 1936 في المملكة المتحدة - 18 أغسطس 2000 بريدنغ في المملكة المتحدة) هو مدرب كرة قدم ولاعب كرة قدم بريطاني في مركز الوسط. لعب مع نادي ريدنغ.

## وصلات خارجية
- موريس إيفانز على موقع قاعدة بيانات كرة القدم.إي يو (الإنجليزية)
- موريس إيفانز على موقع عالم كرة القدم.نت (الإنجليزية)